# Rick Hawn
Richard "Rick" Hawn (ur. 15 września 1976) – amerykański judoka. Olimpijczyk z Aten 2004, gdzie odpadł w eliminacjach w wadze półśredniej.
Uczestnik mistrzostw świata w 2007. Startował w Pucharze Świata w latach 1998, 1999, 2001, 2002, 2004, 2006 i 2008. Brązowy medalista igrzysk panamerykańskich w 2007. Trzeci na mistrzostwach panamerykańskich w 1999 i 2002 roku.

## Letnie Igrzyska Olimpijskie 2004
| Konkurencja | Rundy eliminacyjne      | Rundy eliminacyjne      | Repasaże                  | Repasaże              | Klas. końcowa |
| Konkurencja | 1/32                    | 1/16                    | Przeciwnik I              | Przeciwnik II         | Miejsce       |
| ----------- | ----------------------- | ----------------------- | ------------------------- | --------------------- | ------------- |
| 81 kg       | Erkin Ibragimov (KGZ) Z | Robert Krawczyk (POL) P | Mohamed Ben Saleh (LBA) Z | Mehman Əzizov (AZE) P | III runda     |